# Военно-морские силы Хорватии
Военно-морские силы Хорватии (хорв. Hrvatska ratna mornarica) — один из трёх видов вооружённых сил Хорватии. По состоянию на 2005 год, численность ВМC Хорватии составляла 2500 человек.

## Организационный состав
ВМС Хорватии организационно включают командование ВМС, флот, учебное командование, два оперативных командования ВМС (северное и южное), а также учреждения центрального подчинения.

## Пункты базирования
- ВМБ Сплит (главная, штаб ВМС).
- ВМБ Пула
- ВМБ Шибеник
- ВМБ Плоче
- ВМБ Дубровник

## Боевой состав

### Флот
| Тип                                        | Номер вымпела   | Наименование              | В составе флота | Состояние       | Примечания      |
| Ракетные катера                            | Ракетные катера | Ракетные катера           | Ракетные катера | Ракетные катера | Ракетные катера |
| ------------------------------------------ | --------------- | ------------------------- | --------------- | --------------- | --------------- |
| ракетный катер типа «Краль»                | RTOP-11         | «Краль Петар Крешимир IV» |                 | в строю         |                 |
| ракетный катер типа «Краль»                | RTOP-12         | «Краль Дмитар Звонимир»   |                 | в строю         |                 |
| ракетный катер типа «Кончар»               | RTOP-21         | «Шибеник»                 |                 | в строю         |                 |
| ракетный катер типа «Хельсинки»            | RTOP-41         | «Вуковар»                 |                 | в строю         |                 |
| ракетный катер типа «Хельсинки»            | RTOP-42         | «Дубровник»               |                 | в строю         |                 |
| Сторожевые катера                          |                 |                           |                 |                 |                 |
| сторожевой катер типа «Мирна»              | OB-01           | «Новиград»                |                 | в строю         |                 |
| сторожевой катер типа «Мирна»              | OB-02           | «Шолта»                   |                 | в строю         |                 |
| сторожевой катер типа «Мирна»              | OB-03           | «Цавтат»                  |                 | в строю         |                 |
| сторожевой катер типа «Мирна»              | OB-04           | «Хрватска Костайница»     |                 | в строю         |                 |
| Тральщики                                  |                 |                           |                 |                 |                 |
| минный тральщик типа «Корчула»             | LM-51           | «Корчула»                 |                 | в строю         |                 |
| Десантные корабли и суда                   |                 |                           |                 |                 |                 |
| десантный минный заградитель типа «Цетина» | DBM-81          | «Цетина»                  |                 | в строю         |                 |
| десантный минный заградитель типа «Цетина» | DBM-82          | «Крка»                    |                 | в строю         |                 |
| Вспомогательные корабли и суда             |                 |                           |                 |                 |                 |
|                                            |                 |                           |                 |                 |                 |
| Спасательные корабли и суда                |                 |                           |                 |                 |                 |
| спасательное судно типа «Спасилац»         | BS-73           | «Фауст Вранчич»           |                 | в строю         |                 |
| Учебные корабли и суда                     |                 |                           |                 |                 |                 |
| учебное судно типа «Мома»                  | BŠ-72           | «Андрия Мохоровичич»      |                 | в строю         |                 |

Вспомогательные грузовые корабли
- PT-71

Яхты
- «Učka»
- «Jadranka»

Портовые буксиры
- LR-71
- LR-73

Десантные катера
- 3 десантных катера типа «11»
  - DBJ-101
  - DJB-103
  - DJB-104
- 3 десантных катера типа «22»
  - DJB-106
- 3 десантных катера типа «21»
  - DJB-107

Вспомогательная десантная баржа
- PDS-713

Баркасы
- Водолазный баркас BRM-83
- Моторный транспортный баркас МТВ-51
- Моторный транспортный баркас МТВ
- Моторный баркас «Krasnica»

### Береговая оборона
Береговая оборона представлена 3 подвижными пусковыми установками ПКР RBS-15 и 21 артиллерийской батареей.

## Префикс кораблей и судов
Корабли и суда ВМФ Хорватии не имеют префикса по принадлежности к Военно-морским силам государства.

## Флаги кораблей и судов
| Флаг | Гюйс | Вымпел боевых кораблей |
| ---- | ---- | ---------------------- |
|      |      |                        |

### Флаги должностных лиц
| Командующий ВМС   | Адмирал флота    | Адмирал            | Вице-адмирал    | Контр-адмирал    | Коммодор |
| ----------------- | ---------------- | ------------------ | --------------- | ---------------- | -------- |
|                   |                  |                    |                 |                  |          |
| Командир флотилии | Командир бригады | Командир дивизиона | Командир отряда | Старший на рейде |          |
|                   |                  |                    |                 |                  |          |

## Воинские звания и знаки различия

### Адмиралы и офицеры
| Категории (код НАТО)     | Адмиралы (OF-10—OF-6) | Адмиралы (OF-10—OF-6) | Адмиралы (OF-10—OF-6) | Адмиралы (OF-10—OF-6) | Адмиралы (OF-10—OF-6) | Старшие офицеры (OF-5—OF-3) | Старшие офицеры (OF-5—OF-3) | Старшие офицеры (OF-5—OF-3) | Младшие офицеры (OF-2 и OF-1) | Младшие офицеры (OF-2 и OF-1) | Младшие офицеры (OF-2 и OF-1) |
| ------------------------ | --------------------- | --------------------- | --------------------- | --------------------- | --------------------- | --------------------------- | --------------------------- | --------------------------- | ----------------------------- | ----------------------------- | ----------------------------- |
| Погон                    |                       |                       |                       |                       |                       |                             |                             |                             |                               |                               |                               |
| Нарукавный знак различия |                       |                       |                       |                       |                       |                             |                             |                             |                               |                               |                               |
| Хорватское название      | Admiral flote         | Admiral               | Viceadmiral           | Kontraadmiral         | Komodor               | Kapetan bojnog broda        | Kapetan fregate             | Kapetan korvete             | Poručnik bojnog broda         | Poručnik fregate              | Poručnik korvete              |
| Российское соответствие  | Адмирал флота         | Адмирал               | Вице-адмирал          | Контр-адмирал         | Нет                   | Капитан 1-го ранга          | Капитан 2-го ранга          | Капитан 3-го ранга          | Капитан-лейтенант             | Старший лейтенант             | Лейтенант                     |

### Подофицеры и матросы
| Категории (код НАТО)     | Старшие унтер-офицеры (OR-9—OF-7) | Старшие унтер-офицеры (OR-9—OF-7) | Старшие унтер-офицеры (OR-9—OF-7) | Младшие унтер-офицеры (OR-6—OR-4) | Младшие унтер-офицеры (OR-6—OR-4) | Младшие унтер-офицеры (OR-6—OR-4) | Матросы (OR-3—OR-2) | Матросы (OR-3—OR-2) |
| ------------------------ | --------------------------------- | --------------------------------- | --------------------------------- | --------------------------------- | --------------------------------- | --------------------------------- | ------------------- | ------------------- |
| Погон                    |                                   |                                   |                                   |                                   |                                   |                                   |                     |                     |
| Нарукавный знак различия |                                   |                                   |                                   |                                   |                                   |                                   |                     |                     |
| Хорватское название      | Časnički namjesnik                | Stožerni narednik                 | Nadnarednik                       | Narednik                          | Desetnik                          | Skupnik                           | Razvodnik           | Pozornik            |
| Российское соответствие  | Старший мичман                    | Мичман                            | Главный корабельный старшина      | Главный старшина                  | Старшина первой статьи            | Старшина второй статьи            | Старший матрос      | Матрос              |